# 江藤伸悟
江藤 伸悟（えとう しんご、1989年7月15日 - ）は、日本の元男子プロボクサー。沖縄県国頭郡本部町出身。白井・具志堅スポーツジム所属。
元IBFアジアスーパーフェザー級王座。

## 来歴
2014年10月13日、日本スーパーフェザー級タイトルマッチで内藤律樹と対戦し、10回0-3（93-98×2、92-98）の判定負けを喫し、日本王座の奪取に失敗した。
2015年1月12日、韓国の江原道にて、IBFアジアスーパーフェザー級王座決定戦でマクサイサイ・シットサイトーンと対戦し、12R判定 3-0(120-109、119-110、118-108)で勝利した。
2015年12月14日、東洋太平洋スーパーフェザー級タイトルマッチで伊藤雅雪と対戦し、12回0-3（111-118×2、111-117）の判定負けを喫し、OPBF王座の奪取に失敗した。
2016年6月4日、後楽園ホールで行われた第555回ダイナミックグローブで日本スーパーフェザー級14位の末吉大と132ポンド契約8回戦を行い、8回0-3（75-77、75-78、74-78）の判定負けを喫した。

## 戦績
- プロボクシング：24戦17勝(9KO)6敗1分

## 獲得タイトル
- IBFアジアスーパーフェザー級王座